# Novatus Dismas
Novatus Dismas Miroshi (2 september 2002) is een Tanzaniaans voetballer die sinds 2022 uitkomt voor Zulte Waregem.

## Clubcarrière
Dismas stapte in november 2020 over van Azam FC naar Maccabi Tel Aviv. De club leende hem in het seizoen 2021/22 uit aan Beitar Tel Aviv Bat Yam. Dismas speelde er 26 wedstrijden in alle competities. Beitar eindigde dat seizoen laatste in de Liga Leumit, waardoor ze degradeerden naar de Liga Alef, het derde niveau in het Israëlische voetbal.
In juni 2022 ondertekende Dismas een driejarig contract bij de Belgische eersteklasser Zulte Waregem.

## Interlandcarrière
Dismas maakte op 2 september 2021 zijn interlanddebuut voor Tanzania in een WK-kwalificatiewedstrijd tegen Congo-Kinshasa (1-1). Vijf dagen later scoorde hij in de 3-2-zege tegen Madagaskar zijn eerste interlanddoelpunt.
1 Bostyn ·
3 Tanghe ·
4 Lemoine ·
7 Challouk ·
8 Rommens ·
9 Vossen  ·
10 Ablo Traoré ·
11 Gavriel ·
14 Barkarson ·
17 Diop ·
18 Tambedou ·
19 Nyssen ·
20 Hedl ·
21 Nnadi ·
22 Opoku ·
23 Van der Gouw ·
24 Erenbjerg ·
27 Diabaté ·
31 Willen ·
42 Dobbels ·
47 Labie ·
50 Van Damme ·
55 Cappelle ·
59 Demuynck ·
64 Sergeant ·
Coach: Vandenbroeck